# Czerwone Bractwo
Czerwone Bractwo (fr. la Confrérie Rouge) – pierwsza założona na terenie I Rzeczypospolitej, w Warszawie w 1721 roku loża wolnomularska.
Jego członkami byli m.in.: późniejszy kanclerz wielki litewski Michał Fryderyk Czartoryski, podskarbi wielki koronny Jan Jerzy Przebendowski
i podskarbi nadworny koronny Franciszek Maksymilian Ossoliński. Do grona Czerwonego Bractwa należeli przedstawiciele arystokracji i szlachty polskiej, ale także pruskiej i saskiej. Mimo tradycji, oprócz mężczyzn przyjmowane były do niej również kobiety.  Była to loża, pozostająca pod wpływem brytyjskich lóż jakobickich.
Bractwo prawdopodobnie szybko zakończyło swoją działalność.